# Göt

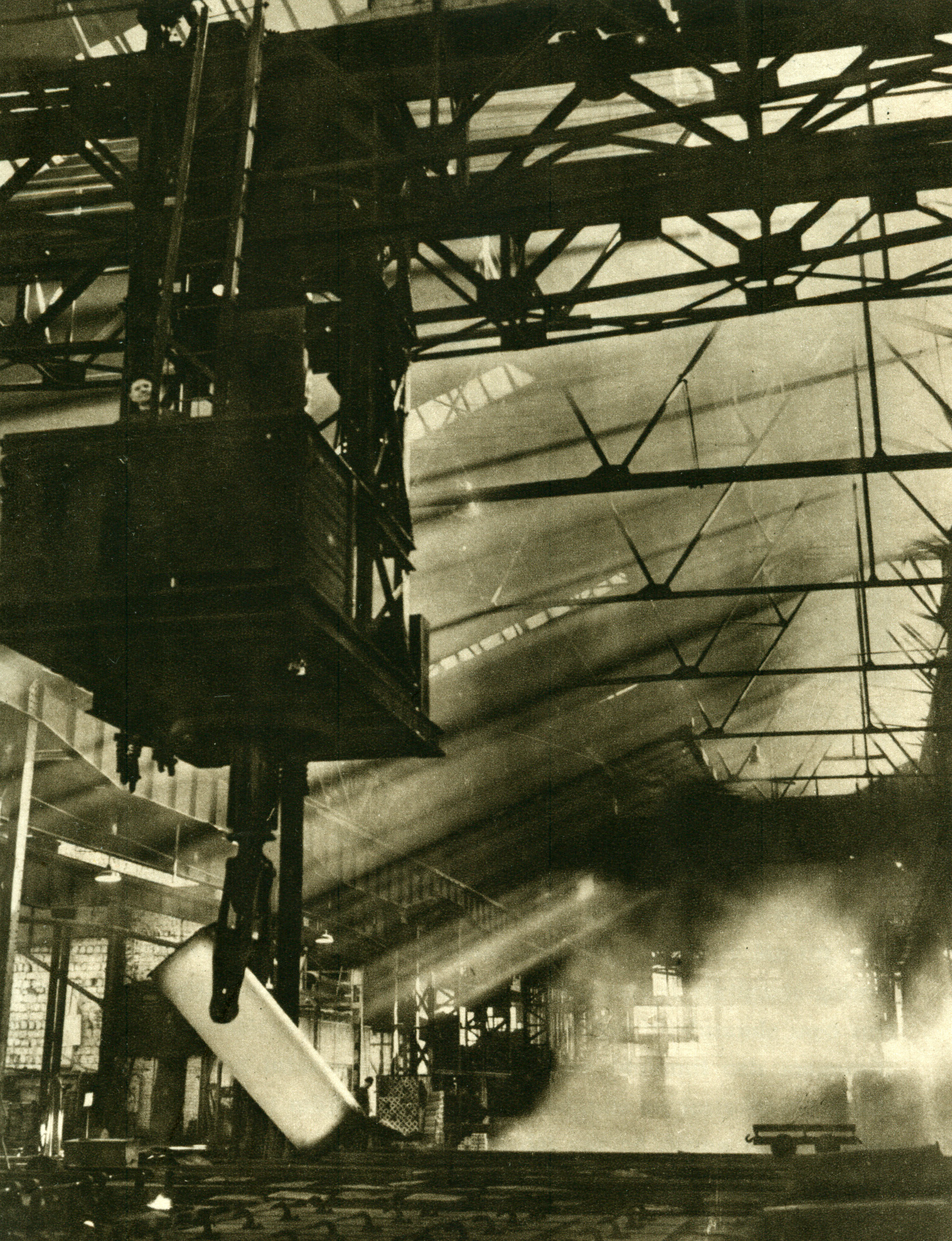
Transport av ett stålgöt i Domnarvets Jernverk, Borlänge. Cirka 1930.

Göt är block som erhålls när metall, framförallt stål gjuts i kokiller (formar). Detta block används sedan för att tillverka stålprodukter, nuförtiden används istället stränggjutna metallstavar.